# Amt Leienfels

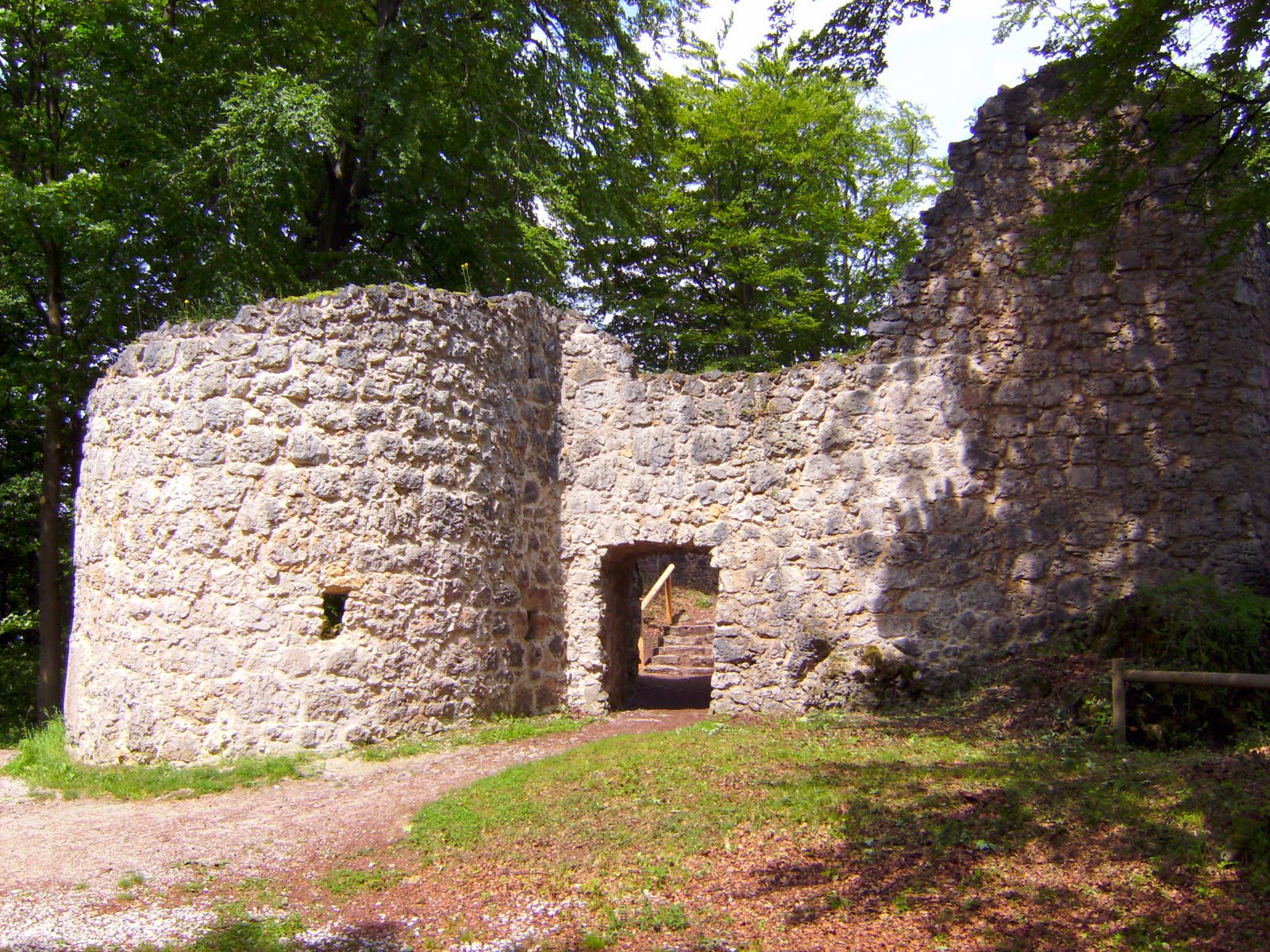
Die Überreste der Burg Leienfels, dem ehemaligen Verwaltungssitz des Amtes

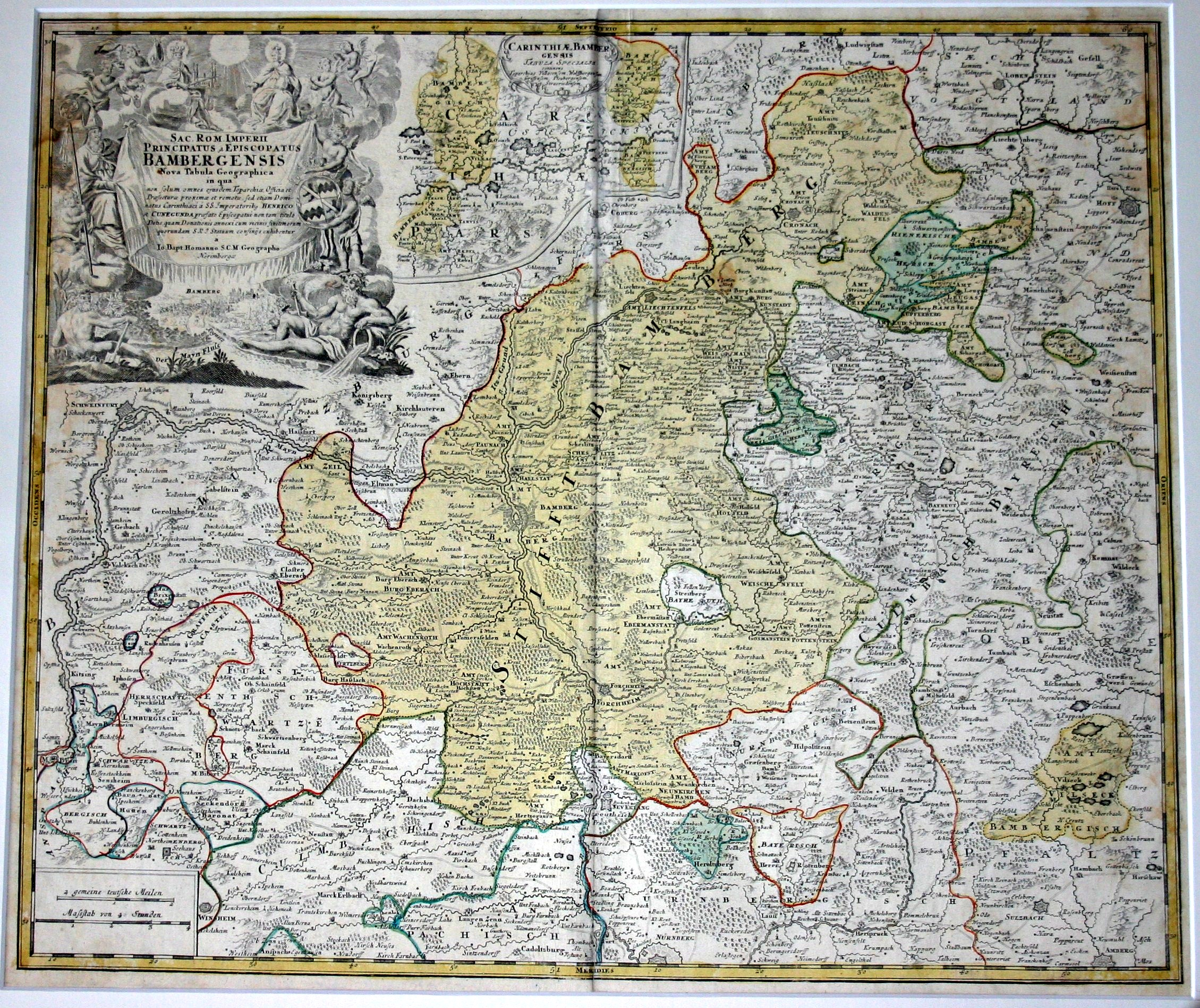
Das Territorium des Hochstiftes Bamberg auf einer zu Beginn des 17. Jh. vom Kartographen Johann Baptist Homann angefertigten Karte

Das Amt Leienfels (bzw. auch Amt Leyenfels) war ein Verwaltungsgebiet des Hochstiftes Bamberg, eines reichsunmittelbaren Territoriums im Heiligen Römischen Reich. Das dem Fränkischen Reichskreis zugeordnete Hochstift Bamberg war ein geistliches Fürstentum, das bis 1802 existierte.

## Geografie
Das im Südosten des Bamberger Herrschaftsgebietes gelegene Amt war eines der kleinsten hochstiftischen Ämter und lag am Südostrand von dessen Kerngebiet. Seine bambergischen Nachbarterritorien waren die Ämter Gößweinstein, Pottenstein und Wolfsberg. Im Osten des Amtsgebietes lagen Gebiete, die zum Kurfürstentum Bayern und zum Fürstentum Bayreuth gehörten.

## Geschichte
Burg und Amt Leienfels wurden 1502 vom Hochstift Bamberg käuflich erworben, als es von der Adelsfamilie der von Egloffstein an den Bamberger Bischof veräußert wurde. Das Amt blieb bis zur 1802 erfolgten Annexion im Besitz Hochstiftes.

## Struktur
Die Verwaltung des Amtes Leienfels bestand lediglich aus einem Vogteiamt. Die fiskalischen Angelegenheiten in seinem Vogteibezirk wurden vom Steueramt Gößweinstein wahrgenommen.

### Amtssitz
Der Sitz der Amtsverwaltung befand sich ursprünglich auf der Burg Leienfels, die ein wenig nordwestlich des Pottensteiner Ortsteils Leienfels steht und 1372 unter dem Namen Lewenfels zum ersten Mal erwähnt wurde. Nach dem Verfall der Burg wurde ein unterhalb der Burganlage errichtetes Vogteihaus zum Verwaltungssitz des Amtes. Der letzte Leienfelser Vogt war in Personalunion zugleich auch der Amtsvogt des Wolfsberger Amtes und hatte seinen Wohnsitz daher in Wolfsberg.

### Vogteiamt
Das Vogteiamt Leienfels war eines der 54 Vogteiämter des Hochstifts Bamberg. Sein Vogteibezirk umfasste folgende Dorfmarkungen und Ortschaften:
Graisch, Leienfels, Leimersberg, Soranger und Weidenhüll bei Leienfels.